# Vernet-la-Varenne
 (février 2017).
Pour les articles homonymes, voir Vernet et Varenne.
Vernet-la-Varenne est une ancienne commune française, située dans le département du Puy-de-Dôme en région Auvergne-Rhône-Alpes. Elle a fusionné le 1er janvier 2019 avec la commune voisine de Chaméane pour donner la commune nouvelle du Vernet-Chaméane.
Les Vernetois parlent du Vernet-la-Varenne ou, plus simplement, du Vernet, employant un article qui est absent de la dénomination officielle, mais présent sur certains panneaux de signalisation, mais également sur le site Internet de la mairie.

## Géographie

### Localisation

#### Lieux-dits et écarts
Anteroche, Basset, la Bâtisse, la Besseyrette, la Bessière, Borie, le Bourg, la Bourgne, Cacherat (à cheval sur la commune de Saint-Genès-la-Tourette), Cadet, les Chambards, Chambelève, Chapon, Charbonne, Charel, la Chartoire, les Chassaings, le Chéry, Chéry (Château), la Chotte, la Collange, le Coudenier, l'Enclos, Esbelin, Escout, l'Espinasse, l'Estrade, la Faye, les Fialins, les Fougères, Fridevialle, la Geneste, la Guillaumie, Losmond(ou Lozemond), la Marteille, le Mas, Méjanet, le Moulin du Prat, le Mouy, Paulet, Pégotard, Pégut, le Peigneur, Pierre Grosse, la Prangère, Pranlat, le Prat, la Raperie, Régis (à cheval sur la commune de Saint-Genès-la-Tourette), la Reynerie (château), la Richardie, les Rocheries, le Rodel, Rousson, Sagnebourgne, Sautemouche, la Souche, la Suchère, Toiras, Torsiac, le Vernadet, les Vialettes, la Vigerie, la Vigerie Haute, la Voissière.
Cadet : ce hameau comprend une seule maison. Elle fut construite en 1840 par Damien Roch Joseph Lapire le second, dit le Cadet. Fils second d'un maître de poste, il s'enrôla au début de la Révolution dans l'armée et devint lieutenant-colonel pendant les guerres napoléoniennes. Prisonnier pendant la bataille de la Moskowa. Il resta huit ans au service d'un riche marchand comme précepteur. Revenu sur ces terres du Vernet, il épousa une de ses cousines et finit sa vie comme simple bourgeois du Vernet. Son bonnet phrygien et sa hache (sur laquelle est gravé la liberté ou la mort) sont conservés au musée Carnavalet.
Chambelève, ou Chamblève, se situe le long d'un ruisseau. Ce hameau, aujourd'hui disparu, comprenait plusieurs moulins à eau. La famille Baubet a exercé le métier de meunier à Chamblève du XVIe au XXe siècle.
Fridevialle : important hameau du Vernet qui autrefois réunissait à lui seul près de 20 % de la population. Une famille de paysans aisée dominait les terres : la famille Martin. Un moulin, aujourd'hui disparu, en contrebas du hameau, portait leur nom.
la Guillaumie : autrefois la Guilhaumie, était un fief noble appartenant à la famille Morel de la Colombe.
la Richardie : fief noble et origine de la famille de la Richardie qui prit le nom de Besse de la Richardie au XVIIe siècle. Titrée marquis.
Sautemouche : peut-être le plus ancien hameau du Vernet puisqu'il apparaît dans le cartulaire de Sauxillanges aux alentours des années 950 : salta musca. Ce hameau était cerné d'un côté par les étangs du château de la Reynerie et, de l'autre, par le grand étang du château de Montfort (aujourd'hui asséchés).

#### Communes limitrophes
Ses communes limitrophes sont : Bansat, Chaméane, Champagnat-le-Jeune, La Chapelle-sur-Usson, Sainte-Catherine, Saint-Étienne-sur-Usson, Saint-Genès-la-Tourette et Saint-Germain-l'Herm.

### Climat
Pour des articles plus généraux, voir Climat d'Auvergne-Rhône-Alpes et Climat du Puy-de-Dôme.
En 2010, le climat de la commune est de type climat des marges montargnardes, selon une étude du Centre national de la recherche scientifique s'appuyant sur une série de données couvrant la période 1971-2000. En 2020, Météo-France publie une typologie des climats de la France métropolitaine dans laquelle la commune est exposée à un climat de montagne ou de marges de montagne et est dans la région climatique Nord-est du Massif Central, caractérisée par une pluviométrie annuelle de 800 à 1 200 mm, bien répartie dans l’année.
Pour la période 1971-2000, la température annuelle moyenne est de 8,8 °C, avec une amplitude thermique annuelle de 15,7 °C. Le cumul annuel moyen de précipitations est de 896 mm, avec 9,5 jours de précipitations en janvier et 7,9 jours en juillet. Pour la période 1991-2020, la température moyenne annuelle observée sur la station météorologique de Météo-France la plus proche, « Saint-Germain-L Herm », sur la commune de Saint-Germain-l'Herm à 7 km à vol d'oiseau, est de 8,0 °C et le cumul annuel moyen de précipitations est de 1 067,3 mm,. Pour l'avenir, les paramètres climatiques de la commune estimés pour 2050 selon différents scénarios d'émission de gaz à effet de serre sont consultables sur un site dédié publié par Météo-France en novembre 2022.

## Toponymie
Le toponyme Varenne est un terme fréquent dans les langues gallo-romanes et occitano-romanes. Il se retrouve tant en occitan qu'en langue d'oïl (y compris l'ancien français). Ici Varennes provient de la forme occitane Varena.

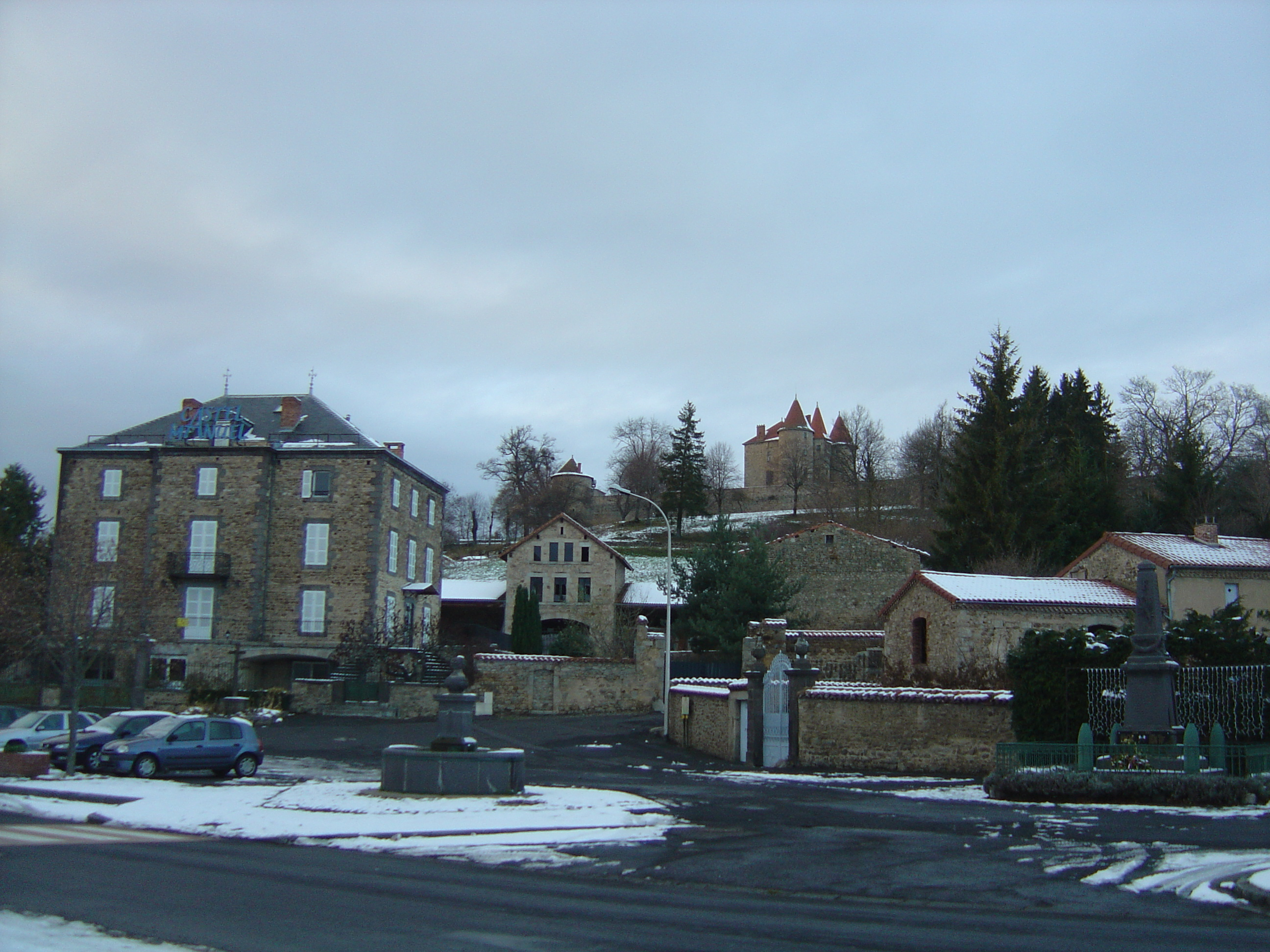
Le bourg de Vernet-la-Varenne.

## Histoire
Il y eut sur la commune un filon d’améthyste, dont l'exploitation a été interrompue en 1974. Depuis 2009, l'exploitation du filon a repris de manière artisanale et en grande partie manuelle. La maison de l'Améthyste, située dans le château de Montfort, fait découvrir tout sur ce minéral.
Jusqu'à la Révolution française, la paroisse s'appelait Notre Dame du Vernet et plus communément le Vernet. il faut attendre une réforme fiscale de 1793 pour que le fief (tènement) de la Varenne, anciennement rattaché à la commune de Chaméane, soit fondu avec la commune du Vernet qui l'ajouta à son nom (villages : la Voissiére, le Mas, le Chéry, les Fougères, Paulet, la Reynerie).
Par arrêté préfectoral du 23 novembre 2018, les communes de Vernet-la-Varenne et de Chaméane ont fusionné et ont donné naissance à la commune nouvelle du Vernet-Chaméane le 1er janvier 2019.

## Économie
L'économie locale s'est tournée davantage vers le tourisme de loisir : plan d'eau et village de vacances mais également le géotourism avec la maison de l'améthyste et les sentiers de découverte associés.

## Politique et administration

### Liste des maires
| Période                                  | Période  | Identité          | Étiquette | Qualité |
| ---------------------------------------- | -------- | ----------------- | --------- | ------- |
| Les données manquantes sont à compléter. |          |                   |           |         |
| 2008                                     | 2020     | Françoise Bourgne | DVD       |         |
| 2020                                     | En cours | Marc Hosmalin     |           |         |

| Période                                  | Période       | Identité                         | Étiquette | Qualité            |
| ---------------------------------------- | ------------- | -------------------------------- | --------- | ------------------ |
| Les données manquantes sont à compléter. |               |                                  |           |                    |
| 1806                                     | 1812          | Robert Faugières                 |           |                    |
| 1814                                     | 1815          | Benoît Lheritier                 |           |                    |
|                                          |               |                                  |           |                    |
| 1837                                     |               | Jacques Emmanuel Brun            |           |                    |
| 1856                                     |               | Robert Alexis Brun               |           |                    |
| 1884                                     | 1891          | Guillaume Coupas                 |           |                    |
| 1912                                     |               | François Hostier                 |           |                    |
| 1915                                     |               | Antoine Bréchard                 |           |                    |
| 1935                                     |               | Guillaume Antoine Félix Sauvadet |           |                    |
| 1940                                     |               | Jean-Pierre Sabatier             |           |                    |
|                                          |               |                                  |           |                    |
|                                          | 1974          | Félix Laroche                    | DVD       | Conseiller général |
| 1974                                     | mars 1989     | Magaud                           | RPR       |                    |
| mars 1989                                | mars 2008     | Robert Pastural                  | DVD       |                    |
| mars 2008                                | décembre 2018 | Françoise Bourgne                | DVD       |                    |

## Population et société

### Démographie

#### Évolution démographique
L'évolution du nombre d'habitants est connue à travers les recensements de la population effectués dans la commune depuis 1793. Pour les communes de moins de 10 000 habitants, une enquête de recensement portant sur toute la population est réalisée tous les cinq ans, les populations de référence des années intermédiaires étant quant à elles estimées par interpolation ou extrapolation. Pour la commune, le premier recensement exhaustif entrant dans le cadre du nouveau dispositif a été réalisé en 2007.

En 2017, la commune comptait 808 habitants, en évolution de +13,96 % par rapport à 2011 (Puy-de-Dôme : +2,1 %, France hors Mayotte : +2,11 %).
| 1793  | 1800  | 1806  | 1821  | 1831  | 1836  | 1841  | 1846  | 1851  |
| ----- | ----- | ----- | ----- | ----- | ----- | ----- | ----- | ----- |
| 1 606 | 1 447 | 1 640 | 1 870 | 2 059 | 2 195 | 2 374 | 2 369 | 2 516 |

| 1856  | 1861  | 1866  | 1872  | 1876  | 1881  | 1886  | 1891  | 1896  |
| ----- | ----- | ----- | ----- | ----- | ----- | ----- | ----- | ----- |
| 2 360 | 2 157 | 2 190 | 2 216 | 2 235 | 1 916 | 2 202 | 2 134 | 2 053 |

| 1901  | 1906  | 1911  | 1921  | 1926  | 1931  | 1936  | 1946  | 1954  |
| ----- | ----- | ----- | ----- | ----- | ----- | ----- | ----- | ----- |
| 1 889 | 1 971 | 1 901 | 1 529 | 1 399 | 1 369 | 1 303 | 1 124 | 1 032 |

| 1962 | 1968 | 1975 | 1982 | 1990 | 1999 | 2006 | 2007 | 2012 |
| ---- | ---- | ---- | ---- | ---- | ---- | ---- | ---- | ---- |
| 880  | 819  | 752  | 690  | 642  | 609  | 702  | 713  | 704  |

| 2017 | - | - | - | - | - | - | - | - |
| ---- | - | - | - | - | - | - | - | - |
| 808  | - | - | - | - | - | - | - | - |

#### Pyramide des âges
La population de la commune est relativement âgée. Le taux de personnes d'un âge supérieur à 60 ans (30,7 %) est en effet supérieur au taux national (21,6 %) et au taux départemental (23,3 %).
À l'instar des répartitions nationale et départementale, la population féminine de la commune est supérieure à la population masculine. Le taux (51,8 %) est du même ordre de grandeur que le taux national (51,6 %).
La répartition de la population de la commune par tranches d'âge est, en 2007, la suivante :
- 48,2 % d’hommes (0 à 14 ans = 13,1 %, 15 à 29 ans = 14,2 %, 30 à 44 ans = 20,6 %, 45 à 59 ans = 21,8 %, plus de 60 ans = 30,3 %) ;
- 51,8 % de femmes (0 à 14 ans = 16,8 %, 15 à 29 ans = 16,3 %, 30 à 44 ans = 16 %, 45 à 59 ans = 19,8 %, plus de 60 ans = 31,1 %).

| Hommes | Classe d’âge | Femmes |
| ------ | ------------ | ------ |
| 0,9    | 90 ans ou +  | 1,6    |
| 10,5   | 75 à 89 ans  | 13,0   |
| 18,9   | 60 à 74 ans  | 16,5   |
| 21,8   | 45 à 59 ans  | 19,8   |
| 20,6   | 30 à 44 ans  | 16,0   |
| 14,2   | 15 à 29 ans  | 16,3   |
| 13,1   | 0 à 14 ans   | 16,8   |

| Hommes | Classe d’âge | Femmes |
| ------ | ------------ | ------ |
| 0,3    | 90 ans ou +  | 1,2    |
| 6,3    | 75 à 89 ans  | 10,4   |
| 13,7   | 60 à 74 ans  | 14,5   |
| 21,9   | 45 à 59 ans  | 21,0   |
| 21,0   | 30 à 44 ans  | 19,5   |
| 19,7   | 15 à 29 ans  | 18,2   |
| 17,0   | 0 à 14 ans   | 15,2   |

## Culture locale et patrimoine

### Lieux et monuments

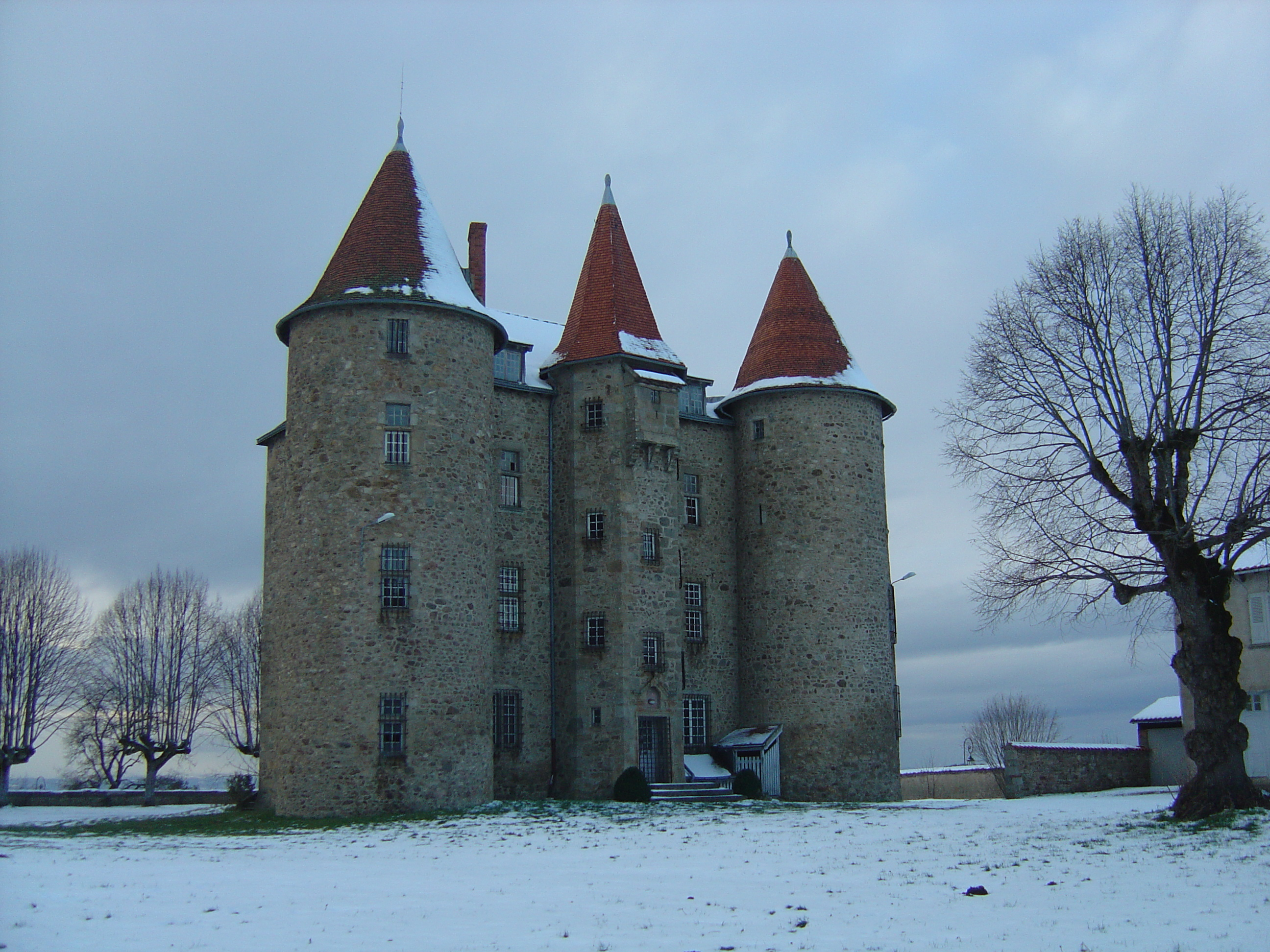
Château de Montfort, côté est.

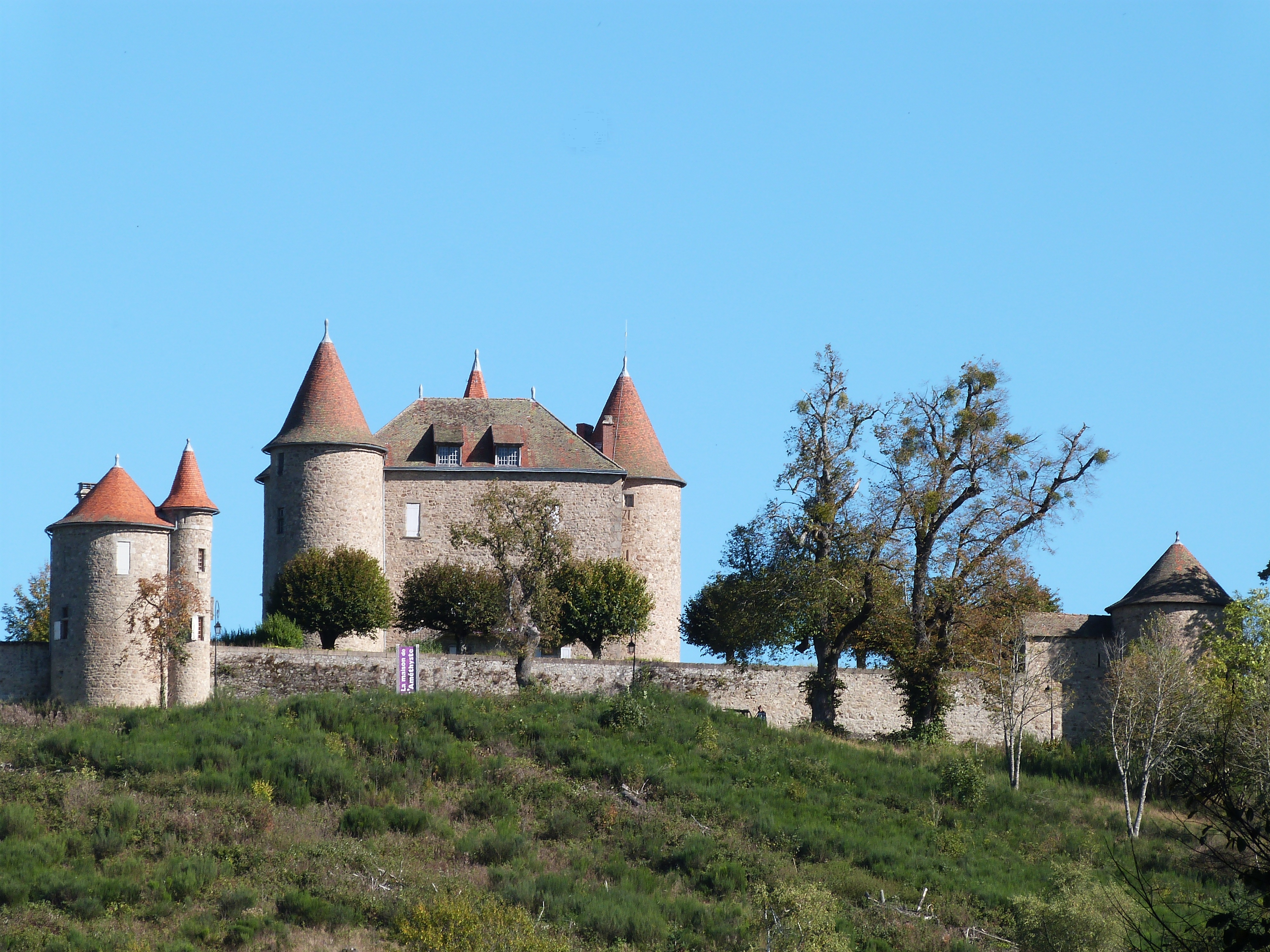
Château de Montfort, côté ouest.

#### Château de Montfort
La légende, retranscrite par Henri Pourrat[réf. nécessaire], veut que le château de Montfort tire son nom des aventures galantes de la reine Margot car lors d'une de ses nombreuses aventures galantes, l'une d'entre elles l'amena dans un château surplombant le petit bourg du Vernet[précision nécessaire]. Par la suite elle baptisa le château du souvenir qu'il lui laissa : « mon fort ».
En réalité, le château de Montfort fut construit au XVe pour servir de garnison. Jusqu'au milieu du XIXe siècle on parle aussi bien de Montfort que du Fort. Il existe un doute sur l'origine des commanditaires de la construction. Des recherches en cours tendent vers une origine templière. Le château de Montfort était le siège d'une seigneurie dont les terres portaient le nom de réserve et étaient confiées par bail à un fermier. La seigneurie passa entre différentes familles : du Vernet, du Fraisse, de Beauverger-Montgon, de Chauvigny de Blot, du Croc, de la Rochelambert, puis les familles Lapire et Faugières, qui voulaient en faire le siège d'une station thermale à la fin du XIXe siècle, avant d'être donné aux sœurs de Saint-Vincent-de-Paul d’Issoire. La commune en fit l'acquisition dans la seconde partie du XXe siècle et le transforma en centre culturel (mandat de Robert Pastural).
Depuis 2011, la maison de l'améthyste   s'est installée au rez-de-Chaussée du Château. Des expositions permanentes et thématiques ont lieu toute l'année. On peut y découvrir l'histoire de l'exploitation de l'améthyste en Auvergne, le mode de formation du quartz Améthyste mais également l'art lapidaire. Des ateliers pratiques sont proposés aux visiteurs.

#### Château de la Reynerie
Ce château aux origines du XIe siècle a été remanié au XVIe siècle, puis au XVIIIe siècle pour prendre son aspect final à la fin du XIXe siècle avec ses tours en poivrière. Il était le centre d'une seigneurie, celle de la famille de la Reynerie qui le conserva du XIe au XVIIIe siècle. Il passa ensuite par héritage entre les mains des familles, Cellin de la Reynerie, Cellin du Monte, Combarel de Leyval, Cornudet des Chomettes puis Faugières à la fin du XIXe siècle. Devenu un centre de colonie de vacances au début des années 1970 pour les enfants des salariés de l'usine Cegedur d'Issoire, il fut racheté dans les années 2000 par une personne privée qui a démarré une importante restauration.

#### Château du Chéry
Il appartient aujourd'hui à des particuliers. Il a été le siège d'une seigneurie dont les première traces remontent au XIIIe siècle. Passé entre les mains des nobles familles de Lard, de Cisternes, Besse de la Richardie, le château et les terres furent longtemps les possessions de la famille de Matharel dont les armes se retrouvent sur le linteau de l'église du Vernet. Ouvrage du marquis de Matharel - 2006. Vendu en 1817, il eut comme propriétaires les familles Combarel, Faugière puis, à partir de 1937, l'association issoirienne des colonies de vacances.

#### Église du Vernet
Consacrée au début à Notre Dame des Nautes, un second vocable fit son apparition à partir de la seconde moitié du XVIIe siècle : Saint-Roch, jusqu'à quasiment éclipser aujourd'hui, le premier. Le bâtiment actuel date de la seconde moitié du XIXe siècle Il a été construit en raison de l'exiguïté du bâtiment roman d'origine. Le rapport des architectes chargés de la rénovation montre que l'église romane du Vernet se composait d'une nef principale à laquelle était accolée côté nord une tour clocher flanquée de deux tourelles de garde. Il est également mentionné un rapport plus ancien faisant état de la décoration intérieur de l'église et qui montre qu'elle était entièrement peinte. il ne reste d'ailleurs plus qu'un petit cartouche du XVe siècle à côté de la chaire et représentant Jésus devant les docteurs.
Il y avait autrefois plusieurs chapelles intérieures avec des autels placés le long des murs : Saint Roch, Sainte Marie, le sacré-cœur, Saint Abdon (chapelle réservée aux familles Cellin, Lapire et consorts).

#### Musée des automates
Des santons animés représentent les métiers d'autrefois dans un décor en grande partie créé manuellement. Une découverte en 45 minutes commentée par la créatrice passionnée depuis le début des années 1990.

### Patrimoine naturel
La commune de Vernet-la-Varenne est attenante du parc naturel régional Livradois-Forez.

### Personnalités liées à la commune

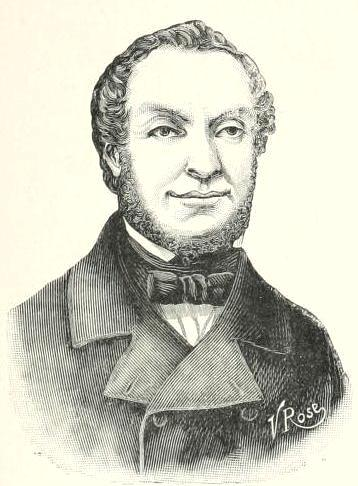
Mathieu-Louis-Désiré Combarel de Leyval.

- Alexandre Vialatte et Bernard Mandeville dont les toiles apparaissent dans une exposition organisée de juillet à septembre 2001 au château de Montfort (Vernet-la-Varenne).
- Henri Pourrat écrivain, il se maria à l'église du Vernet-la-Varenne, auteur de nombreux romans, dont Gaspard des montagnes, et dont le collège de Saint-Germain-l'Herm porte le nom (collège Gaspard-des-Montagnes).
- Jean-Baptiste Muratore, peintre paysagiste, bon nombre de ses œuvres sont exposées au Vernet-la-Varenne (château de Monfort) et à Issoire.
- Frédéric Lefèvre, né en 1889  à Izé et mort à Paris  en 1949, romancier, essayiste et critique littéraire français, qui vécut au Vernet pendant les années de guerre (1942-1944) et qui écrivit un livre intitulé Rêveries des Claustres dédié à la famille Genestier, de Chaméane, qui l'avait caché à plusieurs reprises.
- Robert Bresson, cinéaste du XXe siècle dont le père, ses grands-parents et arrière-grands-parents sont originaires du Vernet. (son grand-père fut maire et son arrière-grand-père notaire)
- Anne du Bourg né à Riom en 1521, mort à Paris le 23 décembre 1559, est un magistrat français. Sa famille et notamment son père, occupaient la charge de procureur d'office, Juge châtelain de Chateauneuf du Drac. Plusieurs branches de cette famille se fondirent dans des familles vernetoises
- Mathieu, Louis, Désiré de Combarel de Leyval, né en 1808 au château de la Reynerie, député du Puy-de-Dôme de 1839 à 1848, représentant du peuple aux Assemblées constituante et législative de 1848-1849, était propriétaire dans son département, à Saint-Fargeau. Il débuta tout jeune dans la politique, comme membre du conseil général du Puy-de-Dôme. Le 2 mars 1839, il fut élu député du 4e collège (Riom), et alla prendre place au centre gauche, dans les rangs du tiers-parti. Il vota, d'ailleurs, presque toujours favorablement au pouvoir, et fut successivement réélu : le 9 juillet 1842, par 146 voix (191 votants, 238 inscrits) contre 42 au général Simmer ; et le 1er août 1846, par 137 voix (232 votants, 252 inscrits), contre 94 à M. Boucher. Après les événements de février 1848, le parti conservateur adopta sa candidature à l'Assemblée constituante : il fut élu, le 23 avril, représentant du Puy-de-Dôme, le 9e sur 15, avec 55 552 voix (125 432 votants, 173 000 inscrits) et siégea à droite. Il vota : 9 août 1848, pour le rétablissement du cautionnement : 26 août, pour les poursuites contre Louis Blanc et Caussidière ; 7 octobre, contre l'amendement Grévy sur la présidence ; 2 novembre, contre le droit au travail ; 4 novembre, pour l'ensemble de la Constitution ; 25 novembre, pour l'ordre du jour de félicitations à Cavaignac ; 28 décembre, contre la réduction de l'impôt sur le sel ; 12 janvier 1849, pour la proposition Rateau ; 21 mars, pour l'interdiction des clubs ; 2 mai, contre l'amnistie des transportés. M. Combarel de Leyval parut plusieurs fois à la tribune, notamment dans la séance du 29 janvier, pour se joindre aux représentants conservateurs qui pressaient l'Assemblée constituante de terminer ses travaux. Après avoir prêté son appui au gouvernement du général Cavaignac, il soutint la politique de L.-Napoléon Bonaparte, et se prononça en faveur de l'expédition de Rome. Réélu encore par le Puy-de-Dôme, le 1er sur 13, représentant à l'Assemblée législative, avec 54 312 voix, 168 305 inscrits), il fut un des partisans les plus résolus et les plus actifs de la politique de réaction qui prévalait alors dans les conseils du gouvernement, et prit souvent la parole pour défendre cette politique. Il vota la loi du 31 mai 1850, restrictive du suffrage universel, la loi Falloux-Parieu sur l'enseignement, et se prononça pour la révision de la Constitution. Il ne fut pas toutefois, le candidat officiel du gouvernement présidentiel aux élections du Corps législatif qui eurent lieu le 29 février 1852 ; il fut même vivement combattu par l'administration, et ne put faire imprimer ni circulaire, ni bulletin de vote ; deux de ses amis, ayant distribué dans des auberges quelques bulletins écrits à la main, furent arrêtés et mis en prison. Dans ces conditions, il échoua dans la 4e circonscription du Puy-de-Dôme, avec 1 456 voix seulement contre 20, 782 accordées à M. Dumiral, élu. Il rentra alors dans la vie privée. Chevalier de la Légion d'honneur du 2 août 1845.